# Still Cyco After All These Years
Albums de Suicidal Tendencies
The Art of Rebellion
(1992) Suicidal for Life
(1994)
Singles
1. I Saw Your Mommy
Sortie : 1993

Still Cyco After All These Years est le septième album du groupe de crossover trash californien, Suicidal Tendencies. Il est paru le 15 juin 1993 sur le label Epic Records et a été produit par Mark Dobson et Mike Muir. 
Malgré le fait qu'il s'agit du réenregistrement de matériel déjà publié, cet album fut classé dans la catégorie "album studio" plutôt que dans la catégorie "compilation".

## Historique

### Enregistrement
Cet album fut enregistré  en 1990 directement à la suite de l'album Lights...Camera...Revolution!. En fait il restait 30 000 dollars sur le budget qui était alloué à l'enregistrement de Lights...Camera...Revolution et le studio Rumbo Recorders était encore loué pour quelques jours. Le groupe y enregistra la musique et Mike Muir ira enregistré le chant dans les studios californiens de Titan Recording à Sherman Oaks. R.J. Herrera était encore le batteur du groupe lors de cet enregistrement mais quitta le groupe en 1991. Il n'est pas crédité et ne figure pas sur la pochette de l'album.

### Contexte et contenu
Cet album contient le ré-enregistrement de la totalité des titres qui figuraient sur le premier album du groupe. Selon Mike Muir:

« La majorité des fans de Suicidal le sont depuis peu de temps et ne connaissent pas les premiers albums du groupe. Les gens disaient que nous devrions faire un album en public avec des vieux titres mais je n'aime pas l'idée de faire des albums en public  »

Le manager du groupe, Peter Mensch, avança aussi d'autres raisons:

« Ils (le groupe) pensaient qu'ils pourrait améliorer les titres et qu'ils auraient cette fois-ci des chances d'être payés  »

Lisa Fancher, directrice du label californien Frontier Records sur lequel paru le premier album en 1983, déclina le fait que le groupe n'avait pas été payé arguant que l'album c'était vendu à plus de 400 000 exemplaires et que Mike Muir avait touché plus de 100 000$ de royalties . Mike Muir était à l'époque le principal compositeur du groupe et était lors de l'enregistrement de Still Cyco... l'unique membre rescapé de la première mouture de Suicidal Tendencies.
Cet album comprend aussi le ré-enregistrement de deux titres, War Inside My Head et A Little Each Day du deuxième album du groupe Join the Army, paru en 1997 ainsi que la face-b du single Send Me Your Money, Don't Give Me Your Nothin'. I saw Your Mommy servira comme single de promotion de l'album et deux nouveaux clips vidéos seront tournés pour les titres War Inside My Head et Institutionalized.

### Pochette et charts
La pochette de cet album est presque l'identique de celle de 1983 à l'exception près que seul Mike Muir y est suspendu par les pieds, les autres musiciens sont soit debout (George, Trujillo), soit accroupis (Clarke).
Cet album se classa à la 117e place du Billboard 200 aux États-Unis. En Europe, il atteindra la 68e place des charts allemands.

## Liste des titres
| No  | Titre                                      | Auteur                | Origine                                   | Durée |
| --- | ------------------------------------------ | --------------------- | ----------------------------------------- | ----- |
| 1.  | Suicide's an Alternative / You'll Be Sorry | Mike Muir             | Suicidal Tendencies, 1983                 | 2:26  |
| 2.  | Two-Side Politics                          | Muir, Louiche Mayorga | Suicidal Tendencies, 1983                 | 1:03  |
| 3.  | Subliminal                                 | Muir                  | Suicidal Tendencies, 1983                 | 2:48  |
| 4.  | I Shot the Devil                           | Muir                  | Suicidal Tendencies, 1983                 | 1:50  |
| 5.  | Won't Fall In Love Today                   | Muir                  | Suicidal Tendencies, 1983                 |       |
| 6.  | Institutionalized                          | Muir, Mayorga         | Suicidal Tendencies, 1983                 | 3:30  |
| 7.  | War Inside My Head                         | Muir, Mayorga         | Join the Army, 1987                       | 3:29  |
| 8.  | Don't Give Me Your Nothin'                 | Suicidal Tendencies   | Face-B du single Send Me Your Money, 1990 | 4:04  |
| 9.  | Memories of Tomorrow                       | Muir                  | Suicidal Tendencies, 1983                 | 0:55  |
| 10. | Possessed                                  | Muir                  | Suicidal Tendencies, 1983                 | 2:07  |
| 11. | I Saw Your Mommy                           | Muir                  | Suicidal Tendencies, 1983                 | 4:51  |
| 12. | Fascist Pig                                | Muir                  | Suicidal Tendencies, 1983                 | 1:13  |
| 13. | A Little Each Day                          | Muir                  | Join the Army, 1987                       | 3:52  |
| 14. | I Want More                                | Muir, Mayorga         | Suicidal Tendencies, 1983                 | 2:09  |
| 15. | Suicidal Failure                           | Muir                  | Suicidal Tendencies, 1983                 | 2:40  |

## Musiciens
- Mike Muir: chant
- Rocky George: guitare solo
- Mike Clarke: guitare rythmique
- Robert Trujillo: basse, chœurs
- R.J. Herrera: batterie, percussion

## Charts
| Pays                          | Durée du classement | Meilleur classement | Date           |
| ----------------------------- | ------------------- | ------------------- | -------------- |
| Allemagne (GfK Entertainment) | 9 semaines          | 68e                 | 5 juillet 1993 |
| États-Unis (Billboard 200)    | 3 semaines          | 117e                | 3 juillet 1993 |